# Es Cirerers
Es Cirerers és una possessió de Santa Maria del Camí (Mallorca). Està situada devora la carretera de Santa Maria a Alaró, adjunta a S'Arboçar. És una segregació de s'Arboçar de finals del s. XIX que comprèn les sorts anomenades Vinya des Cirerers i cinc quarterades i dos quartons de s'Olivar Prim. Tot plegat formà una peça de 17 quarterades i dos quartons. Pertangué per herència a Miquela Jaume i Cabot. Joan Far i Jaume, fill de Miquel Jaume, heretà la finca. En l'actualitat està dedicada al conreu de l'ametller.